# حبيل المرشة (المسيمير)

تعديل مصدري - تعديل

حبيل المرشة هي إحدى قرى عزلة المسيمير بمديرية المسيمير التابعة لمحافظة لحج، بلغ تعداد سكانها 77 نسمة حسب تعداد اليمن لعام 2004.